# Setra S 419 UL
Il S 419 UL è un autobus interurbano prodotto dal 2006 dall'azienda produttrice di autobus tedesca Setra in sostituzione del S 319 UL.
In configurazione a 3 assi raggiunge una lunghezza complessiva di quasi 15 metri e offre 69 posti.
Il segreto di un diametro di volta così contenuto risiede nell’interazione tra l’assale anteriore con sospensione a ruote indipendenti e quadrilatero trasversale e l’assale portante posteriore ZF-RAS.

## Caratteristiche tecniche
Il motore dell'automezzo è un OM 470 Euro VI con cambio Mercedes-Benz GO 210-6 (PowerShift), con 6 marce.
Il S 419 UL può trasportare dalle 65 alle 69 persone e ha una capacità di stivaggio nel vano bagagli di ben 6,2 metri cubi